# Авл Плавцій (консул-суффект 1 року до н.е.)
Авл Пла́вцій (лат. Aulus Plautius; 44 до н. е. — після 1 до н. е.) — сенатор, політичний діяч Римської імперії, консул-суффект 1 року до н. е.

## Життєпис
Походив з роду нобілів Плавціїв. Син Авла Плавція, онук Авла Плавція, міського претора 51 року до н. е. Визначної ролі у політиці не відігравав. Здебільшого, будучи членом сенату, підтримував політику імператора Октавіана Августа.
У 1 році до н. е. став консулом-суффектом, разом з Авлом Цециною Севером. Про подальшу його долю немає відомостей.

## Родина
Дружина — Вітелія
Діти:
- Авл Плавцій
- Квінт Плавцій
- Плавція[bg] — дружина Публія Петронія, теща імператора Вітеллія